# جدل الإجهاض

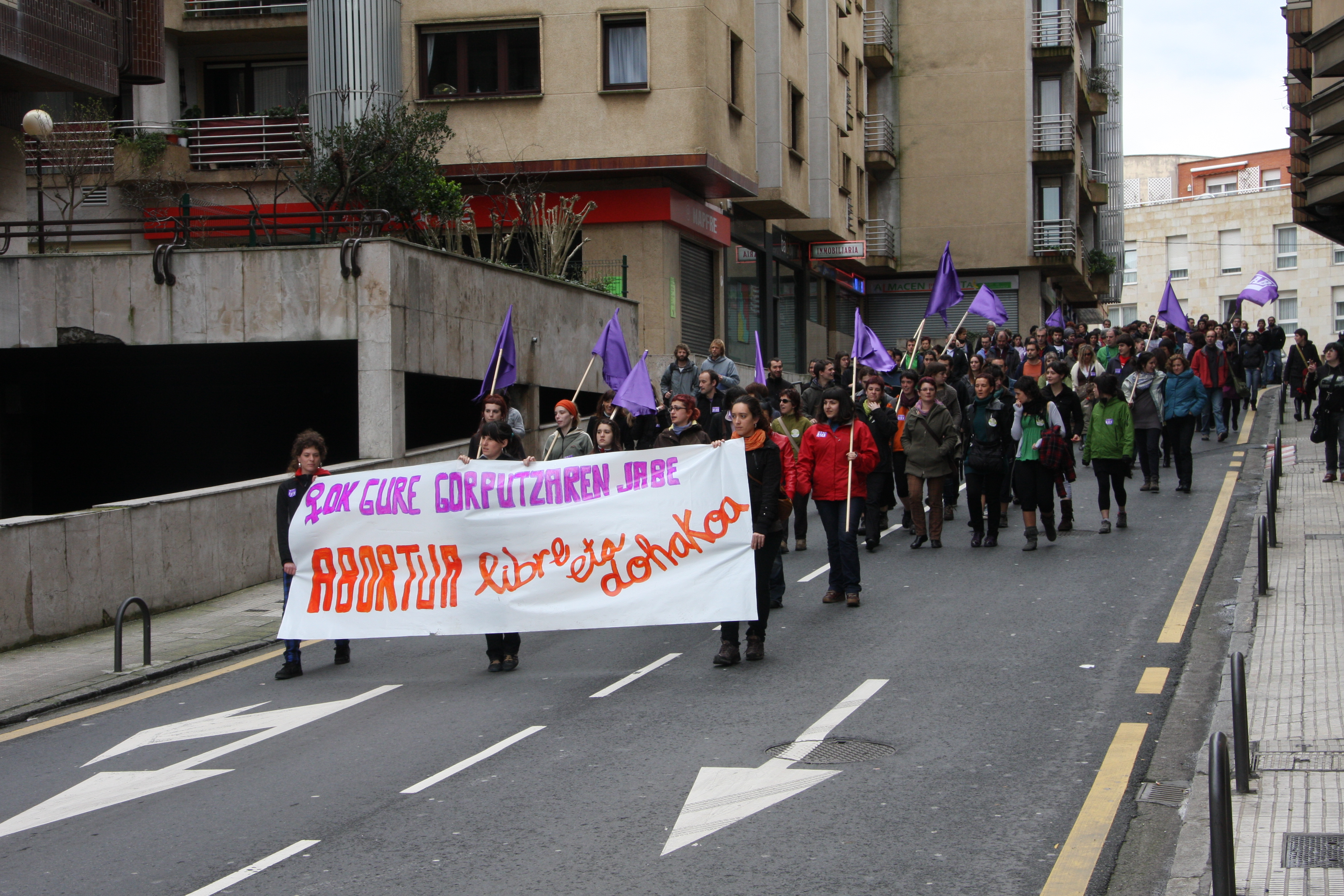

 جدل الإجهاض  هو الجدل حول الوضع الحالة القانونية والأخلاقية للإجهاض . والأطراف المنخرطة في هذا الجدل تنقسم إلى مجموعتين كبار الأوائل هم مؤيدو الاختيار وهم الذين يؤكدون على حق المرأة في اختيار ما إذا كانت ترغب في الولادة أو الإجهاض، والمجموعة الأخرى هم مؤيدو حق الحياة وهم من يؤكدون على حق الجنين في الحياة.
يعتقد الكثير من الناس أن الإجهاض هو في الأساس قضية أخلاقية تتعلق ببداية الإنسان وحقوق الجنين وسلامة الجسد. أصبح الجدل قضية سياسية وقانونية في بعض البلدان حيث يسعى نشطاء مناهضون للإجهاض إلى سن قوانين مناهضة للإجهاض والحفاظ عليها وتوسيعها، بينما يسعى نشطاء حقوق الإجهاض إلى إلغاء أو تخفيف هذه القوانين مع توسيع نطاق الوصول إلى الإجهاض. تختلف بشدة قوانين الإجهاض بين الولايات القضائية، بدءًا من الحظر الصريح للإجراء إلى التمويل العام للإجهاض. يختلف توافر الإجهاض الآمن أيضًا في جميع أنحاء العالم.

## نظرة عامة
في العصور القديمة، قُيمت قضايا مثل الإجهاض وقتل الرُضع في سياقات تنظيم الأسرة، واختيار الجنس، والسيطرة على السكان، وحقوق الملكية للبطريرك. نادرًا ما كانت حقوق الأم المستقبلية، ناهيك عن الطفل المحتمل، تؤخذ في عين الاعتبار. ثم، كما هو الحال الآن، غالبًا ما كانت تعتبر هذه المناقشات تتعلق بطبيعة الجنس البشري، ووجود الروح، عندما تبدأ الحياة، وعند بداية الشخصية البشرية.
قد تتعقد مناقشة الشخصية المفترضة للجنين بسبب الوضع القانوني الحالي للأطفال. مثل الأطفال أو الأحداث لا يعتبر الجنين من الناحية القانونية «شخصًا» في حال لم يبلغ سن الرشد ولا يُعتبر قادرًا على إبرام عقود ولا يمكنه مقاضاة أحد ولا يمكن لأحد أن يقاضيه. منذ ستينيات القرن التاسع عشر، يُعامل الأجنة كأشخاص لأغراض محدودة تتعلق بالإساءة إلى قانون الأشخاص في المملكة المتحدة بما في ذلك أيرلندا الشمالية، على الرغم من تعديل هذه المعاملة بموجب قانون الإجهاض لعام 1967 في إنجلترا واسكتلندا وويلز. علاوة على ذلك، هناك صعوبات لوجستية في معاملة الجنين على أنه «موضوع إجراء مباشر». كما لاحظ أحد قضاة محكمة نيو جيرسي العليا، «إذا كان الجنين شخصًا، فهو شخص في ظروف خاصة جدًا – فهو موجود بالكامل داخل جسم شخص آخر أكبر حجمًا ولا يمكن أن يكون هدفًا لإجراءات مباشرة من قبل شخص آخر». تتراوح الاقتراحات في الجدل الحالي من الحظر الكامل، حتى لو كان الإجراء ضروريًا لإنقاذ حياة الأم، إلى التشريع الكامل مع التمويل العام.

## المصطلح
يُنظر إلى العديد من المصطلحات المستخدمة في الجدل على أنها صياغة سياسية: المصطلحات المستخدمة للتحقق من صحة موقف المرء مع إبطال موقف المعارضة. على سبيل المثال، تعني التسمية «المؤيد للاختيار» و «المؤيد للحياة» تأييدًا لقيم منتشرة على نطاق واسع مثل الحرية أو الحق في الحياة، بينما تشير إلى أن المعارضة يجب أن تكون «مناهضة للاختيار» أو «مناهضة للحياة». المصطلحات التي يستخدمها البعض في الجدال لوصف خصومهم تشمل «مؤيد للإجهاض» أو «مؤيد للتخلي». ومع ذلك، فإن هذه المصطلحات لا تعكس دائمًا وجهة نظر سياسية أو تندرج في إطار ثنائي. في استطلاع أجراه معهد أبحاث الدين العام، وصف سبعة من كل عشرة أمريكيين أنفسهم بأنهم «مؤيدون لحق الاختيار» بينما وصف ثلثاهم تقريبًا أنفسهم بأنهم «مؤيدون للحياة». المعرف الآخر في الجدل هو «المؤيد لإلغاء الرق»، والذي يعود إلى نضال القرن التاسع عشر ضد العبودية البشرية. انتقدت بعض النساء المحليات هذه المصطلحات على أنها لا تمثل وجهات نظرهن، لأنهن لا يعتقدن أن القرارات الإنجابية خيار بل مسؤولية، وبينما يشعرن أن الحياة مقدسة، فإنهن يشعرن أيضًا أن الإجهاض، في بعض الأحيان، ضرورة.
غالبا ما يتم توجيه نداءات في مناقشة الإجهاض لحقوق الجنين أو المرأة الحامل أو الأطراف الأخرى. يمكن أن تولّد مثل هذه النداءات التباسًا إذا لم يُحدد نوع الحقوق (سواء كانت مدنية، أو طبيعية، أو غير ذلك) أو إذا افتُرض ببساطة أن الحق المستأنف له الأسبقية على جميع الحقوق المتنافسة الأخرى.
كما نوقشت المصطلحات المناسبة التي حُدد من خلالها الكائن البشري قبل الولادة. ينظر بعض المدافعين عن مناهضة الإجهاض إلى المصطلحين الطبيين «الجنين» و «الحميل» على أنهما غير إنسانيين، بينما ينظر بعض المدافعين عن حقوق الإجهاض إلى المصطلحات اليومية مثل «رضيع» أو «طفل» على أنها عاطفية.
يرى بعض العلماء أن استخدام مصطلح «طفل» لوصف الكائن البشري الذي لم يولد بعد جزء من جهد لتحديد تَفوِيض الكائن الحي.
يستخدم الناشطون المناهضون للإجهاض أحيانا مصطلح «الهولوكوست الصامت» في إشارة إلى عدد عمليات الإجهاض التي أجريت في الولايات المتحدة منذ عام 1973.

## الجدل الأخلاقي
الجدل الأخلاقي حول الإجهاض غالباً ما يدور حول مسائل : هل للجنين حقوق ؟، و بالتحديد حق الحياة ؟ و مسألة : هل للمرأة الحامل سلطة على جسدها لدرجة تعطيها الحق في الإجهاض، لو تم الإتفاق في حق الأجنة في الحياة، وهناك علاقة كبيرة بين الجدل الأخلاقي حول الإجهاض و الدين و الثقافات المختلفة ونظرتها للمرأة ودورها في الحياة
والأسئلة الأخلاقية التي تطرح حول الإجهاض غالباً هي :
- هل البويضات الملقحة أو الأجنة هي ( أشخاص ) مستحقين للحماية القانونية ؟
- هل احتمال أن تصبح الأجنة أو البويضات المخصبة (أشخاصاً ) يعطيها حق الحياة؟
- هل تكتسب الأجنًّة حقوقاً عندما تصبح الولادة وشيكة ؟
- هل للمرأة الحق المطلق في اتخاذ القرار بشأن كل ما يحدث لجسدها وفيه ؟
- هل يُصبح الإجهاض مقبولاً في حالات الإغتصاب أو زنا المحارم أو الحمل غير المرغوب؟
- هل الإجهاض مقبول في حالات ثبوت أن الجنين سيولد مشوهاً أو معاقاً؟
- هل الإحهاض مقبول إذا كان استمرار الحمل يشكل خطراً على حياة الأم؟